# Animal Enterprise Terrorism Act
Der Animal Enterprise Terrorism Act (AETA, ehemals Animal Enterprise Protection Act (AEPA)) ist ein US-Bundesgesetz, das bestimmte Handlungsweisen „mit der Absicht die Tätigkeiten tiernutzender Unternehmen [„Animal Enterprises“ ] zu beschädigen oder zu beeinflussen“ als „Terrorismus“ unter Strafe stellt. Das Gesetz deckt alle Handlungen, die entweder „Beschädigung oder Verlust von Grundbesitz oder beweglichen Gütern“ oder Personen bedrohen. Es wurde mit der Absicht verfasst,

„To provide the Department of Justice the necessary authority to apprehend, prosecute, and convict individuals committing animal enterprise terror.“

„Das Justizministerium mit der notwendigen Autorität auszustatten, Individuen, die Terrorismus gegenüber tiernutzenden Unternehmen ausüben, festzunehmen, zu belangen und zu verurteilen“

Der Gesetzestext beinhaltet eine Klausel, AETA möge nicht angewendet werden, um „beliebige ausdrucksvolle Handlungsweisen, etwa das friedliche Absperren [von Gelände] oder sonstige friedliche Demonstrationen die durch den ersten Verfassungszusatz gewährt sind“, zu unterbinden.
Der Animal Enterprise Terrorism Act ist die erweiterte Variante des Animal Enterprise Protection Act von 1992 und ermöglicht dem US-Justizministerium weitreichendere Handlungsmöglichkeiten bei der Verfolgung von Aktivisten der Umwelt- und Tierrechtsbewegung durch die Einfassung von „wissenschaftlichen und kommerziellen Unternehmen, die Tiere oder Tierprodukte nutzen oder verkaufen“ in die Definition von „Animal Enterprises“ und die Ausweitung des möglichen Strafmaßes.

## Zustandekommen des Gesetzes
Ursprünglich von Tom Petri, Dianne Feinstein und Jim Inhofe in den 109. Kongress der Vereinigten Staaten eingebracht wurde die endgültige Version des Gesetzentwurfes am 29. September 2006 vom United States Senate per „Unanimous consent“ (einstimmigem Beschluss) verabschiedet und vom Repräsentantenhaus unter „Suspension of the rules“ (Aufhebung der Regeln)
Einziger Gegenredner war Dennis Kucinich, der am Gesetzentwurf bemängelte, dieser werde einen Chilling effect auf die Ausübung des verfassungsmäßigen Rechtes zu Protest mit sich bringen. Kucinich verzichtete allerdings trotz seiner Rede auf formellen Einspruch, welcher das Suspension of the rights-Verfahren außer Kraft gesetzt hätte. George W. Bush setzte den Animal Enterprise Terrorism Act am 27. November 2006 mit seiner Unterschrift in Kraft.

## Reaktionen
Vertreter der Tierrechtsbewegungen, Umweltbewegungen und Organisationen für Redefreiheit und Bürgerrechte kritisierten als verfassungswidrige Einschränkung von Meinungsfreiheit und Teil des Green Scare.
Vertreter der Pharmaindustrie äußerten sich, neben beispielsweise auch dem American Kennel Club, wohlwollend:

„Today, the AETA provides greater protection for the biomedical research community and their families against intimidation and harassment, and addresses for the first time in federal law, campaigns of secondary and tertiary targeting that cause economic damage to research enterprises.“

„Heute bietet AETA einen besseren Schutz für die biomedizinische Forschungsgemeinschaft und deren Familien gegen Einschüchterung und Bedrohung und adressiert erstmals in einem Bundesgesetz auch Kampagnen, die als Zweit- oder Drittzweck den wirtschaftlichen Schaden an forschenden Unternehmen haben.“

Die American Civil Liberties Union äußerte lediglich Bedenken, AETA würde die Meinungs- und Redefreiheit einschränken und schlug Änderungen im Detail vor:
- Eine klare Definition, was bewegliches und unbewegliches Vermögen sei
- die stärkere Eingrenzung von animal enterprise
- substanzielle Senkungen der Strafen für conspiracy convictions (Sanktionen auf Grund von „Verschwörung zur Straftat“)

Keiner der Vorschläge wurde in den endgültigen Gesetzestext übernommen.

### Verfassungsklage gegen AETA

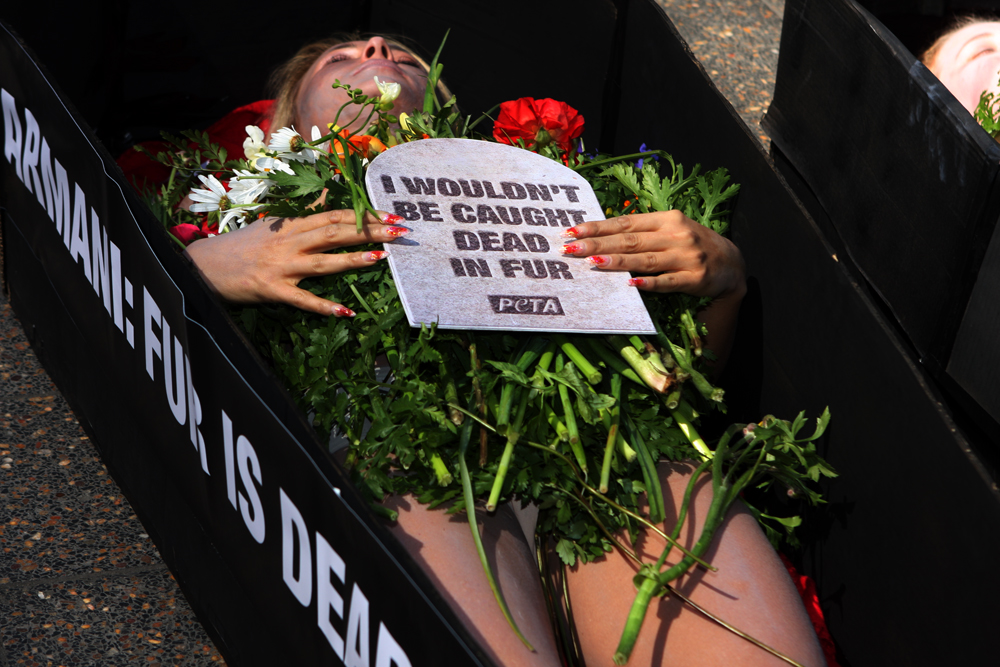
Symbolbild: Protest gegen Pelz durch PETA-Aktivistin.

2011, fünf Jahre nach in Kraft treten, klagten fünf Aktivisten mit Rechtsbeistand des Center for Constitutional Rights vor dem Bundesgerichte der Vereinigten Staaten, da sie eine verfassungswidrige Einschränkung des Rechtes auf Demonstrationen sahen:

„There are many terms in the law that are not defined, and because of that protesters don’t have notice that certain conduct is going to violate the statute and what conduct is protected by the First Amendment. Some of my clients want to engage in simple public protests – perhaps in front of a fur store – to change public opinion about fur, but they feel restricted from engaging in that clearly lawful activity because under the plain language of the law, if that protest is successful in convincing consumers not to shop at that fur store, they could be charged as terrorists.“

„Es gibt in dem Gesetz viele Begriffe, die nicht definiert sind. Deshalb wissen viele Protestierende nicht, dass eine bestimmte Handlungsweise gegen dieses Gesetz verstößt und welche Handlungsweisen vom Ersten Verfassungszusatz geschützt sind. Einige meiner Klienten möchten schlicht an öffentlichen Demonstrationen teilnehmen – vielleicht vor einem Pelzhandel – um die öffentliche Meinung über Pelze zu ändern, aber sie fühlen sich vor der Teilnahme an diesem klar verfassungskonformen Akt gehemmt, denn das Gesetz besagt schlicht: Wenn dieser Protest erfolgreich Konsumenten vom Einkauf in diesem Pelzhandel abhielte, dann könnten sie als Terroristen angeklagt werden.“

Am 18. März 2013 wurde die Verfassungsklage abgewiesen, ohne dass der Richter Bezug auf die gestellte Frage nach eingeschränkter Meinungsfreiheit aufgriff.

## Gerichtsverfahren
Das Gesetz wurde verabschiedet während die Stop-Huntingdon-Animal-Cruelty-Kampagnen aktiv und medial-präsent waren. Neben anderen Anwendungen AETAs in Anklagen gelangte vor allem das daraus resultierende Verfahren in die breitere Öffentlichkeit:
Sechs Aktivisten der Bewegung wurden unter Zuhilfenahme der Verschwörungsaspekte AETAs angeklagt, da keine stichhaltigen Indizien oder Beweise für deren Wissen über die sonstigen, vermutlich illegalen, Aktivitäten der Proteste nachgewiesen werden konnten. Berufungsverfahren wurden abgewiesen, da die Aktivisten auch an anderen politischen Protesten teilgenommen und dort Reden gehalten hatten und somit Indizienbeweise vorlagen. Ein Beschuldigter wurde wegen technischer Unterstützung verurteilt, er hatte den Betrieb der Website mitgetragen, die Dritte für Absprachen zu illegalen Handlungen gebrauchten.